# Avianca El Salvador
Avianca El Salvador ist eine salvadorianische Fluggesellschaft mit Sitz in San Salvador und Basis auf dem Flughafen San Salvador. Sie ist ein Tochterunternehmen der Avianca Holdings und Mitglied der Luftfahrtallianz Star Alliance.

## Geschichte
Avianca El Salvador ist 2013 aus TACA hervorgegangen, als Avianca und TACA fusioniert sind und nach und nach alle Fluggesellschaften unter der Marke Avianca operieren.

## Flugziele
Drehkreuz ist der Flughafen San Salvador. Zurzeit werden 35 Zielorte in 19 Ländern angeflogen und 3,5 Millionen Passagiere pro Jahr befördert. Die Gesellschaft bedient, auch im Rahmen der Avianca Holdings, zahlreiche Flugziele auf dem amerikanischen Kontinent.

## Flotte

### Aktuelle Flotte
Mit Stand März 2025 besteht die Flotte der Avianca El Salvador aus acht Flugzeugen mit einem Durchschnittsalter von 4,3 Jahren:
| Flugzeugtyp     | Anzahl | bestellt | Anmerkungen | Sitzplätze (Business/Economy) | Durchschnittsalter |
| --------------- | ------ | -------- | ----------- | ----------------------------- | ------------------ |
| Airbus A320-200 | 1      |          |             | 180 (12/168)                  | 12,6 Jahre         |
| Airbus A320neo  | 7      |          |             | 180 (12/168)                  | 3,1 Jahre          |
| Gesamt          | 8      | –        |             |                               | 4,3 Jahre          |

### Ehemalige Flugzeugtypen
- Airbus A319-100
- Airbus A321-200
- Embraer 190